# Эдикт о веротерпимости в Святой земле
Эдикт о веротерпимости в Святой земле (англ. Edict of Toleration) — документ, подписанный 21 марта 1844 года между Великобританией и Турцией.
Эдикт был принят во время процесса, называемого Восточным вопросом в отношениях между европейскими державами, в частности Великобританией, и Османской империей в её развитии в то время, которое внутри страны называлось Танзимат, и включало прекращение османской работорговли. Во многом эдикт был результатом давления со стороны британского правительства с требованием прекратить преследования христиан. Танзимат представлял собой процесс реформ в Османской империи, направленный на равную защиту перед законом на османских землях для всех людей; однако он не затрагивал вопросы религиозной свободы.
Инцидент в 1843 году с армянским подданным Османской империи спровоцировал международную напряженность, а затем в ноябре того же года был казнён гражданин Греции. Преподобный Эдвард Бикерстет упомянул об этих событиях в 1844 году, когда резюмировал дипломатические ноты представленные британскому парламенту, отмечая, что «переписка занимала значительную часть года — с 27 августа 1843 года по 19 апреля 1844 года».
По словам мусульманского исламского учёного Сирила Глассе, казнь за отступничество в исламе «на практике не применялась» в более поздние времена в мусульманском мире и была «полностью отменена» «декретом османского правительства в 1260 году хиджры / 1844 году нашей эры». Этот короткий указ был расширен в более широком Указе о реформе Османской империи 1856 года .
«…с принятием Эдикта о веротерпимости мусульманам пришлось, наконец, отказаться от безусловного жёсткого запрета для иудеев возвращаться на родину, от политики, которую они проводили в течение почти двенадцати веков, и, „времена язычников“ окончились». (Джордж Тоунсенд, из предисловия к книге «Господь проходит рядом»)